# Прапор Руського Поля
Пра́пор Руського Поля

## Опис
Прапор 2:3. Посередині на блакитному фоні трикутник зеленого кольору, на якому розміщений герб села. Трикутник зображає символ села - гору Капуна. Нижню третину займає поле жовтого кольору. 
Прапор створив руськополівець Попович Михайло Михайлович.